# Scardia assamensis
Scardia assamensis är en fjärilsart som beskrevs av Robinson 1986. Scardia assamensis ingår i släktet Scardia och familjen äkta malar. Inga underarter finns listade.